# Acarechimys
Acarechimys es un género de roedores histricomorfos de la familia de los abrocómidos. Sus 3 especies se encuentran extintas; habitaron durante el Mioceno en el sur del Cono Sur de Sudamérica.

## Taxonomía
Descripción original
El género Acarechimys fue mencionado por primera vez en el año 1965 por Jorge L. Kraglievich, siendo atribuido a Bruce D. Patterson —curador en el Departamento de Zoología (mamíferos), en el Museo Field de Historia Natural, de Chicago— para ubicar a la especie Acaremys minutus. Dos años después, en 1967, el mastozoólogo Rosendo Pascual realizó la comparación e ilustración del taxón genérico, sobre la base de notas elaboradas por Patterson que no habían sido publicadas. Finalmente, este último lo erige formalmente en el año 1982, en una publicación más amplia  que también fue escrita por Albert Elmer Wood.
Historia taxonómica y relaciones filogenéticas
La ubicación del género Acarechimys fue por largo tiempo controvertida, siendo alternativamente asignado a Erethizontidae (‘Cercolabidae’), Echimyidae, Octodontidae, o en el conjunto Octodontoidea.
En el año 2017, en un estudio efectuado por Diego Héctor Verzi, Adriana Itatí Olivares y Cecilia Clara Morgan, se presentó la revisión de las muestras que habían sido tradicionalmente asignadas al género Acarechimys, tanto mediante análisis de parsimonia, filogenéticos y sistemáticos, apoyándose principalmente en la morfología de la mandíbula y de los molares inferiores. Los resultados fueron concluyentes en incluir al género dentro de Abrocomidae, quedando finalmente Acarechimys limitado a 3 especies con descripción completa, dos ya nominadas hacía más de un siglo y una tercera que en el mismo trabajo se dio a conocer. A estas se suma un taxón aún sin denominación, encontrado en estratos depositados en el Mioceno temprano-medio de la Formación Cura-Mallín, en la zona de la laguna de La Laja, Chile.

### Subdivisión
Este género se compone de 3 especies: 
- Acarechimys minutus (Ameghino 1887)[10]
- Acarechimys pascuali Verzi, Olivares, & Morgan, 2017[8]
- Acarechimys pulchellus (Ameghino 1902)[11]

## Distribución
Especies asignadas a Acarechimys se han registrado en depósitos del Mioceno de la Patagonia argentina y en el centro-sur de Chile.